# Bestuurlijke indeling van Sri Lanka

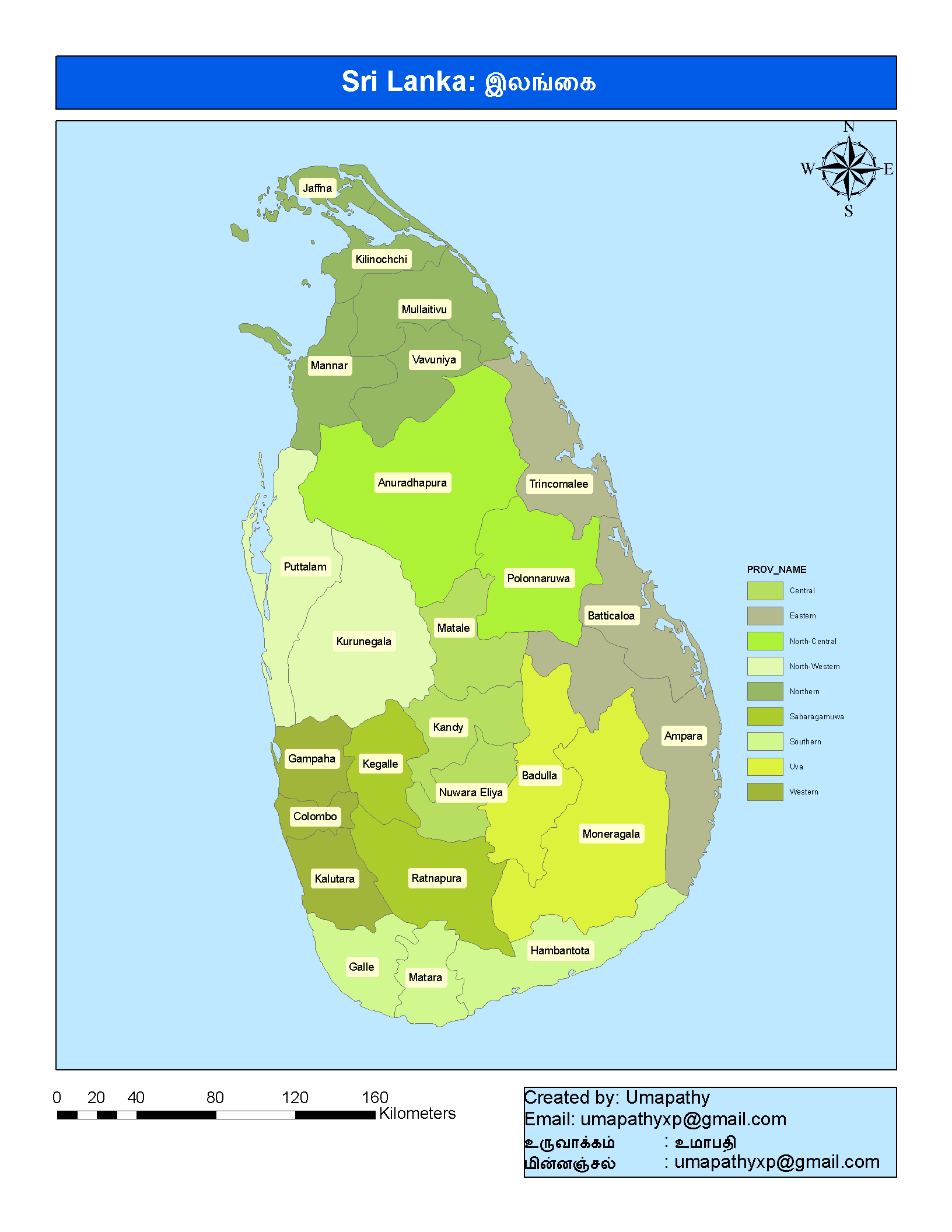
Bestuurlijke indeling van Sri Lanka

Sri Lanka is officieel onderverdeeld in negen provincies en vijfentwintig districten. De district zijn verder verdeeld in divisies.

## Provincies
De provincies zijn:
- de Centrale Provincie
- de Oostelijke Provincie
- de Noordelijke Centrale Provincie
- de Noordelijke Provincie
- de Noordwestelijke Provincie
- Sabaragamuwa
- Uva
- de Westelijke Provincie
- de Zuidelijke Provincie

De Noordoostelijke Provincie, die in 1987 was gevormd door samenvoeging van de Noordelijke- en Oostelijke Provincies, is in 2006 door het Hooggerechtshof van Sri Lanka onwettig verklaard, en bestaat sindsdien officieel niet meer.

## Districten
De provincies worden verder onderverdeeld in de volgende districten:
| - de Centrale Provincie - Kandy - Matale - Nuwara Eliya - de Oostelijke Provincie - Batticaloa - Ampara - Trincomalee - de Noordelijke Centrale Provincie - Anuradhapura - Polonnaruwa - de Noordelijke Provincie - Jaffna - Mannar - Vavuniya - Mullaitivu - Kilinochchi - de Noordwestelijke Provincie - Kurunegala - Puttalam |  | - Sabaragamuwa - Ratnapura - Kegalle - Uva - Badulla - Moneragala - de Westelijke Provincie - Colombo - Gampaha - Kalutara - de Zuidelijke Provincie - Galle - Matara - Hambantota |